# Магилливри, Чарли
Чарлз Маги́лливри  (англ. Charles McGillivray; 5 июля 1912 — 7 ноября 1986), также известный как Ча́рли Маги́лливри (англ. Charlie McGillivray) — шотландский футболист, нападающий.

## Биография
Уроженец Уитберна, Уэст-Лотиан, Чарли начал футбольную карьеру в молодёжной команде «Дрегхорн Джуниорс». В феврале 1930 года стал игроком клуба «Эр Юнайтед». Провёл в команде два сезона, сыграв 46 матчей и забив 23 мяча в чемпионате и Кубке Шотландии. 11 мая 1932 года перешёл в «Селтик», где провёл один сезон, сыграв в 4 матчах и забив 2 мяча.
В мае 1933 года Чарли перешёл в английский «Манчестер Юнайтед». 26 августа 1933 года дебютировал за «Юнайтед» в матче Второго дивизиона против «Плимут Аргайл». Всего в сезоне 1933/34 провёл за команду 9 матчей.
12 апреля 1934 года вернулся в Шотландию, став игроком клуба «Мотеруэлл». Провёл в нём последующие пять сезонов, сыграв 46 матчей и забив 27 мячей.
В октябре 1938 года перешёл в «Данди». Выступал за клуб до 1944 года. В 1943 году играл на правах аренды за «Хиберниан».
22 января 1944 года стал игроком «Данди Юнайтед». В ноябре 1944 года принял предложение клуба стать его главным тренером. Стал самым молодым главным тренером в истории клуба. Руководил командой на протяжении одиннадцати месяцев, до октября 1945 года. Под его руководством «Данди Юнайтед» потерпел крупнейшее домашнее поражение в истории (1:9 от «Абердина» в феврале 1945 года).
3 ноября 1945 года стал играющим тренером клуба «Стерлинг Альбион». Через год перешёл в «Арброт», где и завершил футбольную карьеру.

## Статистика выступлений
| Клуб              | Сезон            | Лига | Лига | Кубок | Кубок | Итого | Итого |
| Клуб              | Сезон            | Игры | Голы | Игры  | Голы  | Игры  | Голы  |
| ----------------- | ---------------- | ---- | ---- | ----- | ----- | ----- | ----- |
| Эр Юнайтед        | 1930/31          | 19   | 11   | 2     | 4     | 21    | 15    |
| Эр Юнайтед        | 1931/32          | 25   | 8    | 0     | 0     | 25    | 8     |
| Эр Юнайтед        | Итого            | 44   | 19   | 2     | 4     | 46    | 23    |
| Селтик            | 1932/33          | 4    | 2    | 0     | 0     | 4     | 2     |
| Селтик            | Итого            | 4    | 2    | 0     | 0     | 4     | 2     |
| Манчестер Юнайтед | 1933/34          | 8    | 0    | 1     | 0     | 9     | 0     |
| Манчестер Юнайтед | Итого            | 8    | 0    | 1     | 0     | 9     | 0     |
| Мотеруэлл         | 1933/34          | 2    | 1    | 0     | 0     | 2     | 1     |
| Мотеруэлл         | 1934/35          | 7    | 0    | 0     | 0     | 7     | 0     |
| Мотеруэлл         | 1935/36          | 10   | 5    | 0     | 0     | 10    | 5     |
| Мотеруэлл         | 1936/37          | 14   | 10   | 2     | 0     | 16    | 10    |
| Мотеруэлл         | 1937/38          | 7    | 5    | 4     | 3     | 11    | 8     |
| Мотеруэлл         | Итого            | 40   | 21   | 6     | 3     | 48    | 24    |
| Данди             | 1938/39          | 26   | 29   | 2     | 0     | 28    | 29    |
| Данди             | Итого            | 26   | 29   | 2     | 0     | 28    | 29    |
| Арброт            | 1946/47          | 3    | 0    | 0     | 0     | 3     | 0     |
| Арброт            | Итого            | 3    | 0    | 0     | 0     | 3     | 0     |
| Всего за карьеру  | Всего за карьеру | 125  | 71   | 11    | 7     | 136   | 78    |